# Flughafen Trapani

i7
i11
i13
Der Flughafen Trapani (it.: Aeroporto di Trapani-Birgi, IATA-Code: TPS, ICAO-Code: LICT) ist ein für den zivilen Luftverkehr geöffneter Militärflugplatz an der Westküste Siziliens in Italien. Er befindet sich gut fünfzehn Kilometer südlich des Zentrums der Stadt Trapani auf dem Gebiet der Gemeinde Misiliscemi nahe der Ortschaft Birgi an der Grenze zur Nachbargemeinde Marsala.

## Name
Der zivile Teil des Flughafens ist nach dem sizilianischen Unternehmer und Politiker Vincenzo Florio benannt, der unter anderem eine bedeutende Reederei gründete. Der militärische Teil trägt den Namen von Livio Bassi, einem aus Trapani stammenden Jagdflieger, der im Zweiten Weltkrieg fiel. Alltagssprachlich wird der Flughafen Trapani-Birgi genannt, nach der nahe gelegenen Ortschaft Birgi und dem Fluss gleichen Namens.

## Geschichte
Ende der 1920er Jahre entstand unmittelbar östlich von Trapani bei der Ortschaft Milo ein Militärflugplatz, der bis 1949 genutzt wurde. Die 1100 Meter lange Piste wurde später von der Autobahn A29dir durchtrennt. Der ehemalige Flugplatz Trapani-Milo dient heute der italienischen Weltraumagentur Agenzia Spaziale Italiana als Forschungseinrichtung.
Ein weiterer Militärflugplatz entstand in den 1930er Jahren zwölf Kilometer südlich von Trapani bei der Ortschaft Rilievo (Borgo Rizzo) am Fluss Chinisia. 1949 übernahm der Flugplatz Trapani-Chinisia den militärischen Flugbetrieb von Trapani-Milo. Trapani-Chinisia wurde von 1955 bis 1961 auch zivil genutzt. Mit der Einstellung des militärischen Betriebs gab man den Flugplatz in den 1970er Jahren ganz auf. Die 1650 Meter lange Start- und Landebahn ist weitgehend erhalten.
Nur rund drei Kilometer westlich von Trapani-Chinisia wurde 1961 der Flughafen Trapani-Birgi eröffnet. Der kommerzielle Flugverkehr entwickelte sich bis zu dessen Liberalisierung in den 1990er Jahren nur schleppend. Der nördlich der Start- und Landebahn gelegene militärische Teil diente seit den 1970er Jahren als vorgeschobener Stützpunkt für Kampfflugzeuge. Nachdem es mit Libyen wiederholt zu Spannungen gekommen war, richtete die italienische Luftwaffe 1984 ein Geschwader (37° Stormo, F-104S „Starfighter“) ein. Kurz danach wurde Trapani-Birgi auch zum vorgeschobenen Stützpunkt des im deutschen Geilenkirchen beheimateten AWACS-Verbandes der NATO (E-3A „Sentry“). Daneben stationierte man hier Rettungshubschrauber (15º Stormo, HH-3F). Nach Außerdienststellung der F-104S leaste die Aeronautica Militare als Übergangslösung von den USA Kampfflugzeuge vom Typ F-16ADF „Fighting Falcon“, die letzten flugtüchtigen Exemplare wurden im Mai 2012 zurückgegeben.
Vom 20. März bis zum 31. Oktober 2011 wurde der Flughafen als Basis für den internationalen Militäreinsatz in Libyen genutzt. Anfangs wurde dabei der Zivilflughafen gesperrt und erst am zehnten Tag der Luftangriffe teilweise wieder freigegeben. Zahlreiche Passagiermaschinen wurden nach Palermo umgeleitet.

## Militärische Nutzung

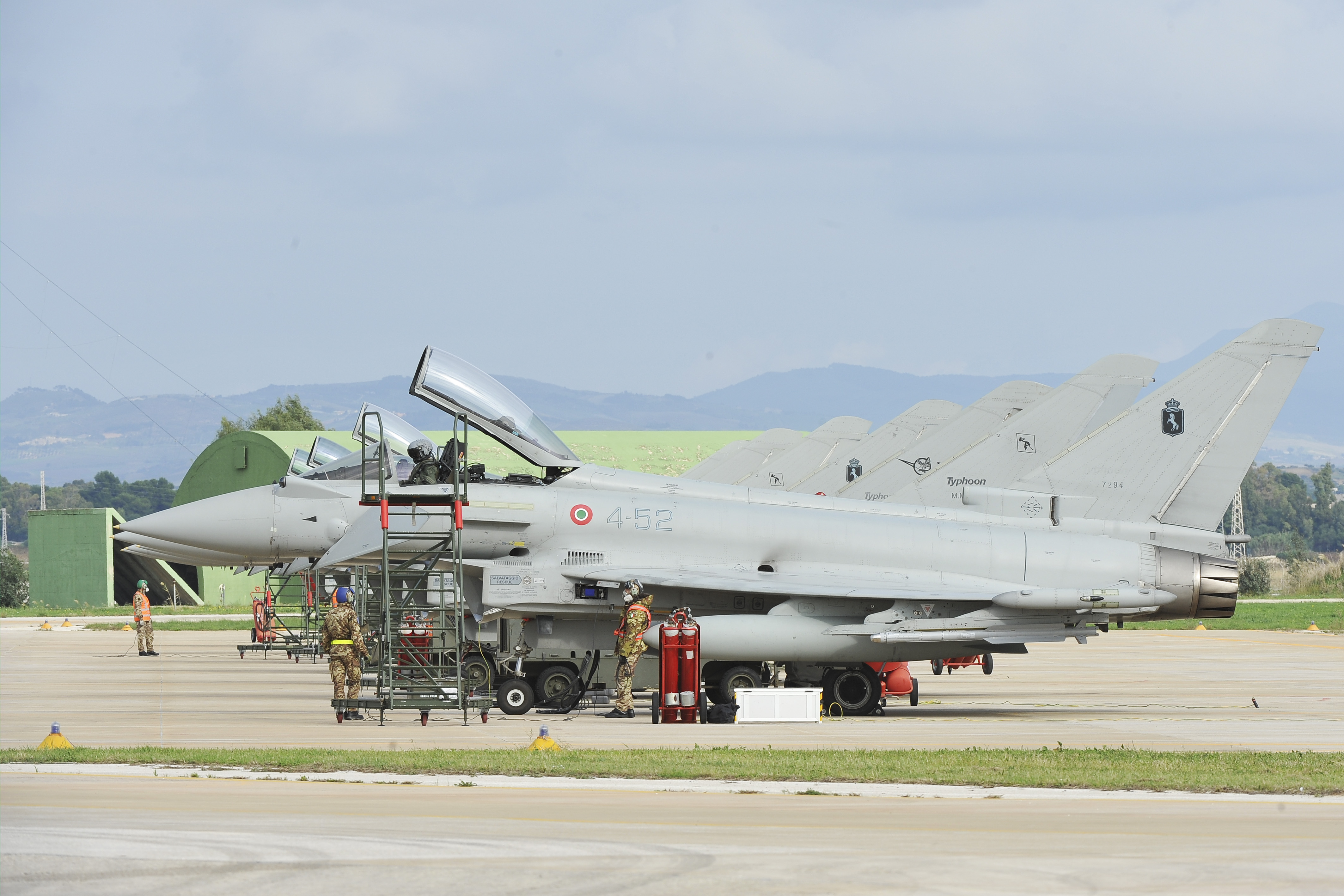
Eurofighter Typhoon in Trapani-Birgi

Die Basis beherbergt zurzeit (2016) zwei fliegende Einheiten:
- 37º Stormo mit der 18° Gruppo, die mit F/TF-2000A Typhoon[4] ausgerüstet ist und deren Hauptaufgabe die Bereitstellung der QRA-Rotte zur Sicherung des Luftraums über dem westlichen Süditalien ist.
- 82° Centro SAR, eine Rettungshubschrauber-Einheit, die mit HH-139A-CSAR-Hubschraubern ausgerüstet ist. Diese Einheit untersteht dem 15° Stormo im norditalienischen Cervia.

Ansonsten dient der militärische Teil als vorgeschobener Stützpunkt.

## Entwicklung des zivilen Verkehrs
Die Betreibergesellschaft für den zivilen Teil des Flughafens Airgest S.p.A. konstituierte sich 1992. Noch Anfang der 2000er Jahre war das Passagieraufkommen mit rund 50.000 pro Jahr relativ gering, bis im September 2006 die Billigfluggesellschaft Ryanair begann, Trapani anzufliegen. Die Passagierzahlen stiegen in Folge auf jährlich rund anderthalb Millionen in den Jahren 2010 und 2011.
Ryanair bot 2012 zahlreiche nationale Verbindungen und 18 internationale Direktverbindungen an, unter anderem nach Deutschland, Spanien, Großbritannien, Schweden und in die Slowakei.
Der nächstgelegene internationale Flughafen ist der etwa 80 Kilometer entfernte Flughafen Palermo-Punta Raisi.

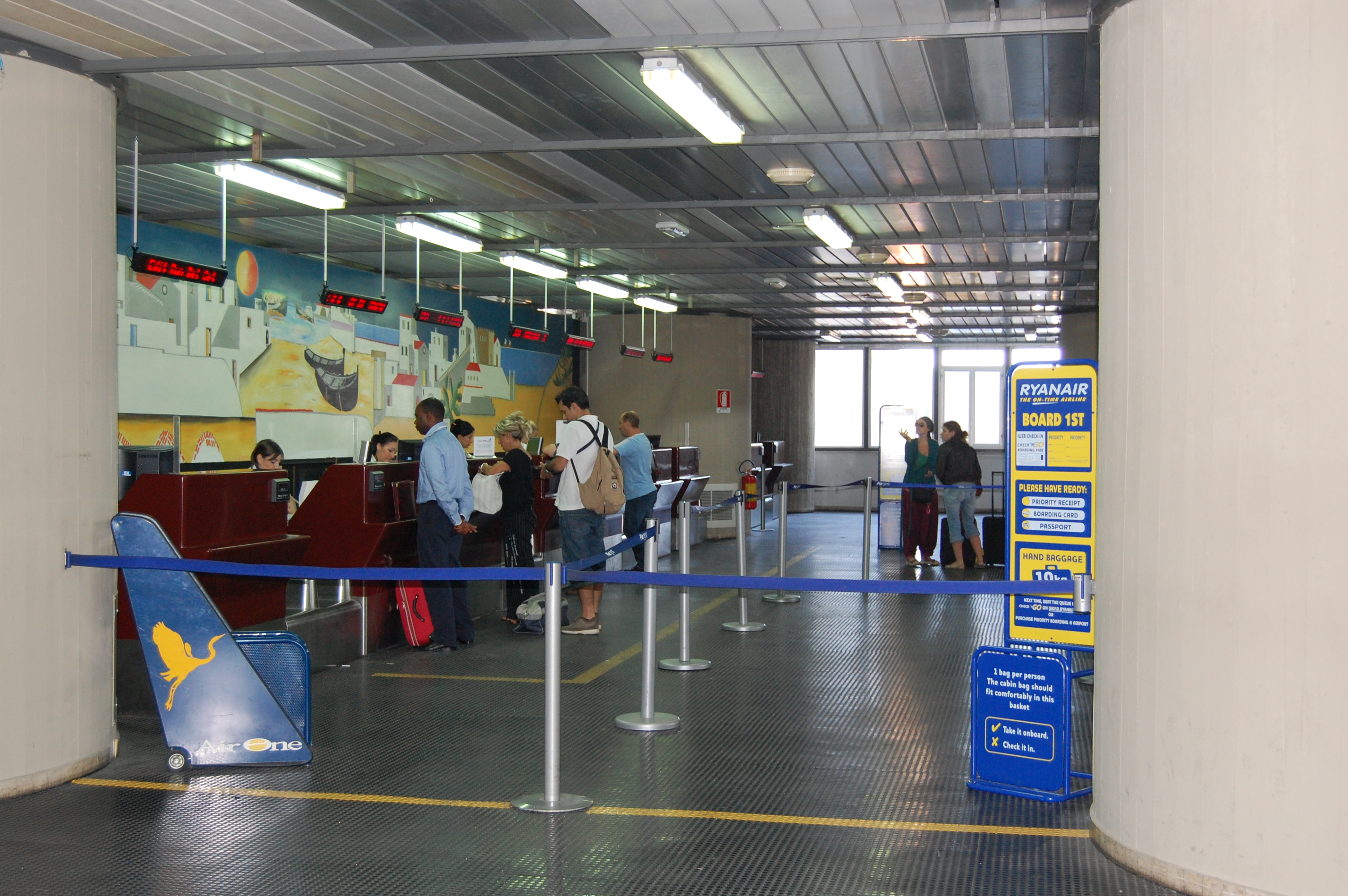
Check-in-Schalter 2007

| Jahr | Flugbewegungen | Fluggäste | Fluggäste Veränderung in % |
| ---- | -------------- | --------- | -------------------------- |
| 2019 | 5.333          | 411.437   | −14,4                      |
| 2018 | 5.961          | 480.524   | −62,8                      |
| 2017 | 9.559          | 1.292.957 | −13,4                      |
| 2016 | 10.858         | 1.493.519 | −5,9                       |
| 2015 | 11.607         | 1.586.992 | −0,72                      |
| 2014 | 12.536         | 1.598.571 | −14,90                     |
| 2013 | 15.838         | 1.878.557 | 19                         |
| 2012 | 13.439         | 1.579.000 | 7,4                        |
| 2011 | 13.218         | 1.471.000 | −12,6                      |
| 2010 | 14.833         | 1.683.000 | 57,4                       |
| 2009 | 10.038         | 1.070.000 | 100,5                      |
| 2008 | 7.307          | 533.000   | 5,2                        |
| 2007 | 8.700          | 507.000   | 62,3                       |
| 2006 | 6.379          | 312.000   | −19,8                      |
| 2005 | 6.864          | 390.000   | −5,2                       |
| 2004 | 6.964          | 410.000   | 66,7                       |
| 2003 | 4.457          | 246.000   | 393,6                      |
| 2002 | 2.958          | 50.000    | −20,0                      |
| 2001 | 3.248          | 62.000    | 82,3                       |

## Verkehrsanbindung

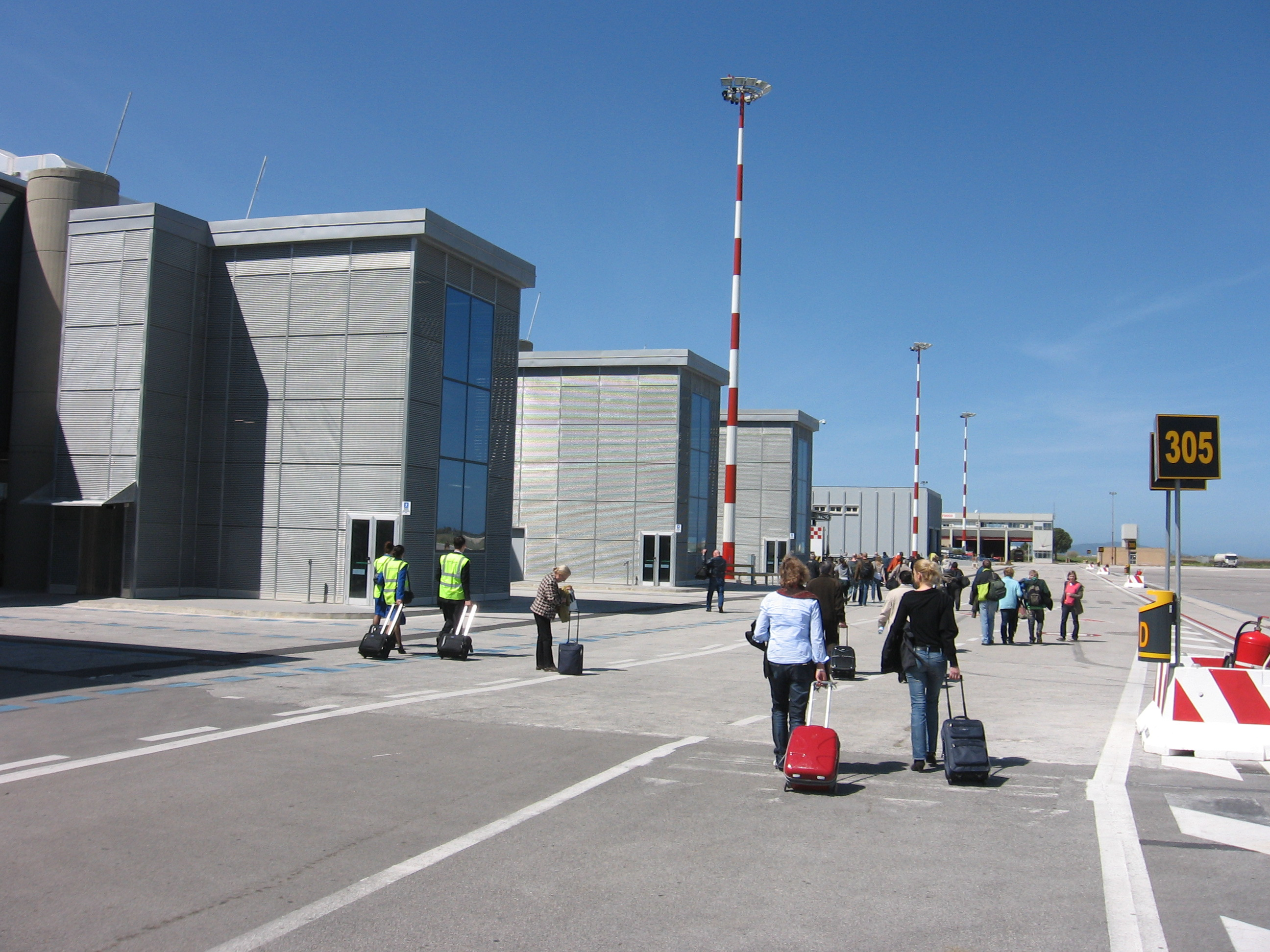
Terminal nach der Renovierung 2010

Das 2009 renovierte Passagierterminal befindet sich im Südosten des Flughafengeländes.
- Auto: Trapani, Marsala und die Südwestküste Siziliens sind über die Strada statale 115 Sud Occidentale Sicula gut zu erreichen, Palermo über die Autobahn A29dirA, die unmittelbar nördlich des Flughafens beginnt und bei Alcamo in die A29 mündet.
- Bus: AST-Busse verbinden den Flughafen mit der Innenstadt Trapanis. Terravision und Salemi bieten Fahrten nach Marsala, Trapani und Palermo an, Lumia fährt verschiedene Städte an der Südwestküste an.
- Bahn: Das Terminal hat keinen eigenen Bahnanschluss. Zwei Kilometer südlich befindet sich der Bahnhof Mozia-Birgi, zu dem es jedoch vom Flughafen aus keine Busverbindung gibt. Von Mozia-Birgi fahren Züge nach Marsala und Castelvetrano im Süden sowie nach Trapani und Palermo.